# Leonid Kmit
Leonid Aleksandrovitch Kmit (en russe : Леони́д Алекса́ндрович Кмит) de son vrai nom Alekseï Aleksandrovitch Kmita (Алексе́й Алекса́ндрович Кмита́), né le 25 février 1908 à Saint-Pétersbourg et mort le 11 mars 1982 à Moscou, est un acteur soviétique. Sa carrière a commencé à l'époque du cinéma muet et s'est prolongée au cinéma parlant malgré le bégaiement dont il souffrait depuis l'enfance. Il a acquis la célébrité nationale après avoir joué le soldat de l'Armée rouge Petka aux côtés de Boris Babotchkine dans le film Tchapaïev des frères Vassiliev. Il est distingué artiste du peuple de la république socialiste fédérative soviétique de Russie en 1968.

## Biographie
Alekseï Kmita est né à Saint-Pétersbourg dans l'Empire russe. Son père était chauffeur, sa mère - ouvrière à l'usine de tissage.
Alekseï a fait des études à l'Académie des arts du théâtre de Saint-Pétersbourg sous la direction de Ievgueni Tcherviakov. Il a modifié son nom de famille lorsqu'il était encore étudiant. Son prénom dans les papiers d'identité restait inchangé, mais les amis avaient pris l'habitude de l'appeler Leonid. Ainsi il figurait dans les titres des films.
Son début cinématographique a eu lieu en 1928, dans ses premiers films il avait pour partenaire Igor Ilinski. Il s'est démarqué en incarnant un rôle dans le film Tchapaïev (1934) au côté de Boris Babotchkine. Ensemble, ils seront représentés sur le timbre soviétique de 1964 consacré au trentenaire de la sortie du film. En 1936-1939, Kmit est acteur du Théâtre académique central de l'Armée russe. À partir de 1957, acteur du Théâtre national d'acteur de cinéma. L'artiste est inhumé au cimetière de Kountsevo.
Il était l'époux de la photographe Galina Kmit.

## Filmographie partielle
- 1934 : Le Lieutenant Kijé (Поручик Киже) d'Alexandre Feinzimmer : copiste
- 1934 : Tchapaïev (Чапаев) des frères Vassiliev : Petka
- 1935 : Frontière de Mikhail Dubson
- 1939 : Le Commandant de l'ile aux oiseaux (Комендант Птичьего острова) de Vassili Pronine : Kossitsyne
- 1950 : Loin de Moscou (Далеко от Москвы, Daleko ot Moskvy) d'Alexandre Stolper : Makhov, chauffeur
- 1950 : Les Audacieux (Смелые люди) de Konstantin Youdine : juge des courses hippiques
- 1951 : Taras Chevtchenko (Тарас Шевченко) de Igor Savtchenko : capitaine Obriadine
- 1956 : Les Soldats (Солдаты) de Aleksandre Ivanov (ru) : Tchoumak
- 1956 : The Mexican (Meksikanets) de Vladimir Kaplounovski (ru) : Spider Hagerty
- 1959 : Moumou (Муму) de Evgueni Teterine (ru) et Anatoli Bobrovski (ru) : Stepan
- 1960 : L'Aspirant Panine (Мичман Панин) de Mikhaïl Schweitzer : sous-officier Savichev
- 1968 : Le Maître de la taïga (Хозяин тайги) de Vladimir Nazarov : Loubnikov
- 1973 : La Dague (Кортик, Kortik) de Nikolaï Kalinine  : grand-père de Micha Poliakov